# Каменский, Михаил Давыдович
Михаил Давыдович Каменский (наст. фамилия Эйдис; 1889 — 1963) — советский государственный и партийный деятель, первый секретарь областного комитета РКП(б) Кара-Киргизской — Киргизской автономной области (1924—1925).

## Биография
Родился в Шполе Киевской губернии. Член РСДРП c 1908 года.
В 1918 году — на подпольной работе в Одессе. В 1919 году — служил в Одесской губернской ЧК, затем — на политработе в РККА. В 1921 году — ранен на Южном фронте, находится на излечении в госпитале (1921—1922).
С октября 1922 года — заведующий организационным отделом Томского губернского комитета РКП(б).
С июня по октябрь 1924 года — заведующий организационным отделом Ферганского областного комитета КП(б) Туркестана.
В июне-ноябре 1924 года — заведующий организационным отделом Ферганского обкома партии Туркестана.
С 18 октября 1924 года по 23 марта 1925 года — первый секретарь Кара-Киргизского временного областного бюро РКП(б).
С 5 ноября 1924 года по марте 1925 года — формально занимал пост второго ответственного секретаря Кара-Киргизского оргпартбюро (1-й был Ю. Абдрахманов), фактически, исполнял обязанности первого секретаря.
С 27 марта по 17 августа 1925 года — первый секретарь областного комитета РКП(б) — Кара-Киргизской — Киргизской автономной области.
В 1926 году окончил курсы марксизма-ленинизма.
В 1925—1941 годах работает на Северном Кавказе, в Чечне, Саратовской и Ярославской областных партийных организациях. Начальник Главного управления Наркомзема.
В 1941—1944 годах — директор Краснореченской машинно-тракторной станции во Фрунзенской области.
В 1945 году был назначен начальником экономического управления министерства сельского хозяйства СССР.